# Сант Бој де Љобрегат
Сант Бој де Љобрегат (шп. Sant Boi de Llobregat) град је у Шпанији у аутономној заједници Каталонија у покрајини Барселона. Према процени из 2008. у граду је живело 81.335 становника.

## Становништво
Према процени, у граду је 2008. живело 81.335 становника.
| 1991.  | 2001.  |
| ------ | ------ |
| 77.932 | 78.738 |